# さまよう魂たち
『さまよう魂たち』（さまようたましいたち、原題: The Frighteners）は、ピーター・ジャクソン監督、マイケル・J・フォックス主演の1996年に製作されたホラーコメディ映画。

## 概要
本作は『ブレインデッド』や『乙女の祈り』などのニュージーランド人映画監督ピーター・ジャクソンのハリウッド・デビュー作である。『乙女の祈り』に惚れ込んだ『バック・トゥ・ザ・フューチャー』シリーズなどの監督ロバート・ゼメキスが製作に当たり、主演にはゼメキス監督の盟友であるマイケル・J・フォックスが起用されている。ゴースト達のメイクは“特殊メイクの神様”リック・ベイカーが担当し、ジャクソン監督ならではのおどろおどろしい世界観の表現に貢献している。舞台はアメリカの郊外の設定であるが、道路標識を変えるなどの工夫をして全編ニュージーランドで撮影された。また編集などの製作も殆どがニュージーランドで行われている。この作品における3DCGの技術はジャクソン監督の後の作品『ロード・オブ・ザ・リング』へ応用された。

## あらすじ
かつて不慮の事故で妻を亡くして以来、幽霊と交流できる能力を身につけたフランク・バニスター。フランクはその能力を使い、3人の幽霊を助手に従えて共謀し、インチキな悪霊払いで日銭を稼ぐ日々を送っていた。一方、女医のルーシー・リンスキーは、かつて連続殺人鬼として恐れられたバートレットの未亡人、パトリシアの往診に追われていた。フランクとルーシーの接点は全く無かったのだが、ある日フランクが墓地で営業した帰り道に、リンスキー家の家の柵を壊してしまったことをきっかけに知り合う。後にルーシーの夫が急死してしまい、二人は更に接近する。
そんな頃、フランクらの住む町で、健康に何ら問題のない住民が突然心臓発作で死んでしまうという不可解な事件が多発していた。ルーシーの夫の死もそれに関係することを知ったフランクは、ある夜不気味な“死神”の姿を目の当たりにする。あろうことか、その事件の犯人であるという疑いをかけられてしまったフランクは、その後も次々と住民の命を奪っていく不気味な死神の正体を探ろうと、神経質なFBI捜査官のダマーズの執拗な追跡をかわしながら奮闘し始める。

## キャスト
※括弧内は日本語吹替
- フランク・バニスター - マイケル・J・フォックス（宮川一朗太）
- ルーシー・リンスキー - トリニ・アルバラード（井上喜久子）
- レイ・リンスキー - ピーター・ドブソン（佐久田修）
- 判事 - ジョン・アスティン（大木民夫）
- ミルトン・ダマーズ - ジェフリー・コムズ（田原アルノ）
- パトリシア・ブラッドリー - ディー・ウォレス（駒塚由衣）
- ジョニー・チャールズ・バートレット - ジェイク・ビジー（石井康嗣）
- サイラス - シャイ・マクブライド（辻親八）
- スチュワート・バニスターズ - ジム・ファイフ
- ハイルズ大佐 - R・リー・アーメイ（池田勝）

## スタッフ
- 監督：ピーター・ジャクソン
- 製作：ジェイミー・セルカーク、ピーター・ジャクソン
- 製作総指揮：ロバート・ゼメキス
- 音楽：ダニー・エルフマン
- 脚本：フラン・ウォルシュ、ピーター・ジャクソン
- 撮影：アラン・ボリンガー、ジョン・ボリック
- 特殊メイク：リック・ベイカー
- 編集：ジェイミー・セルカーク
- 主題歌：マットン・バーズ「ドント・フィア・ザ・リーパー」（ブルー・オイスター・カルト「死神」のカバー）